# Kyawswa (król Paganu)
Kyawswa (birm. ကျော်စွာ /tɕɔ̀zwà/) (2 sierpnia 1260 – 10 maja 1299) – król z dynastii Pagan w Birmie panujący w latach 1289–1297.
Kyawswa, syn ostatniego suwerennego króla Paganu, Narathihapate, był jednym z wielu „królów”, jacy pojawili się po upadku Imperium Paganu w 1287 r. Rzeczywista władza Kyawswy, ciągle tytułowanego Królem Paganu, obejmowała jedynie miasto i jego najbliższe otoczenie. Czując się zagrożonym przez Trzech Szańskich Braci, będących nominalnie jego wicekrólami, Kyawswa zdecydował się zostać wasalem Mongołów i rzeczywiście, w marcu 1297 r. został przez nich za takowego uznany. W grudniu 1297 r. został on przez Braci obalony, a w maju 1299 r. zamordowany.

## Wczesne lata życia
Kyawswa był synem króla Narathihapate i królowej Shin Hpa. Urodził się 2 sierpnia 1260 r. Poniższa tabela przedstawia daty związane z jego życiem podawane przez cztery główne kroniki birmańskie.
| Kronika                        | Urodzenie–Śmierć | Wiek | Panowanie | Długość panowania |
| ------------------------------ | ---------------- | ---- | --------- | ----------------- |
| Zatadawbon Yazawin             | 1261–1300        | 39   | 1287–1300 | 13                |
| Maha Yazawin                   | 1254–1301        | 47   | 1286–1300 | 14                |
| Yazawin Thit i Hmannan Yazawin | 1259–1298        | 39   | 1286–1298 | 12                |

## Panowanie
Kyawswa był gubernatorem Dala (części dzisiejszego Rangunu), gdy w 1287 r. jego ojciec, król Narathihapate, uciekł do Dolnej Birmy przed grożącym mongolskim najazdem. Król został jednak zamordowany przez drugiego ze swych synów – Thihathu, gubernatora Pyain. Zanim przypadkowo zginął, Thihathu zdążył jeszcze zabić swego najstarszego brata.

### Władca Paganu (1289–1297)
Po śmierci Narathihapate w grudniu 1287 r., Imperium Paganu upadło i nastąpił okres bezkrólewia. Kyawswa, który dotąd był gubernatorem Dala, ważnego portu leżącego obecnie w obrębie Rangunu, zyskał aprobatę potężnej królowej-wdowy Hpwa Saw. 30 maja 1829 r. został on ogłoszony królem. Jednak władza nowego „króla” sięgała nie dalej niż kilka kilometrów poza Pagan. W istocie Imperium Paganu dokonało już żywota i każdy region byłego królestwa miał już swojego króla bądź pretendenta do tytułu. Mongołowie nie byli w stanie utrzymać niespokojnej doliny rzeki Irawadi, ale zatrzymali się w Tagaung na północy. W środkowej Birmie, naturalnej podstawie potęgi Paganu, rzeczywista władza znajdowała się w rękach Szańskich Braci kontrolujących rolniczy dystrykt Kyaukse ze swej ufortyfikowanej bazy w Myinsaing. Kyawswa nie miał innego wyboru niż uznanie Braci za panów tego regionu. 19 lutego 1293 r. (12. dzień Przybywania Księżyca miesiąca Tabaung 654 ME), nominalny król Paganu mianował najstarszego z braci, Athinhkayę wicekrólem Myinsaing, drugiego – Yazathingyana – wicekrólem Mekkara, a najmłodszego, Thihathu, wicekrólem Pinle. Chociaż nadane im terytoria były bardzo małe, tym co przyciągnęło braci były tytuły wicekrólów.

### Wasal Mongołów (1297)
Ponieważ Trzej Szańscy Bracia coraz częściej działali tak, jakby byli suwerennymi królami, w styczniu 1297 r. Kyawswa wysłał swojego syna do Mongołów w Tagaung z prośbą o uznanie za ich wasala. Oficjalne uznanie wraz z chińskim tytułem otrzymał Kyawswa 20 marca 1297 r. W grudniu tego roku Bracia zaprosili marionetkowego już teraz tylko króla do Myinsaing, swej twierdzy, aby wziął udział w ceremonii poświęcenia wybudowanego przez nich klasztoru. Mając poparcie Mongołów Kyawswa czuł się bezpieczny, udał się więc do Myinsaing. Gdy jednak tylko ceremonia dobiegła końca, został uwięziony, zdetronizowany i zmuszony do zostania mnichem w tym samym klasztorze, który właśnie poświęcił.

## Spuścizna
Po zdetronizowaniu Kyawswy Trzech Szańskich Braci utworzyło Królestwo Myinsaing zajmujące obszar środkowej Birmy wzdłuż górnej części doliny Irawadi. Sawhnit, młodszy syn Kyawswy, został wybrany królem przez królową-wdowę Hpwa Saw, wkrótce jednak był już jedynie gubernatorem pod władzą Myinsaing. O detronizacji Kyawswy Mongołowie dowiedzieli się dopiero sześć miesięcy później, w czerwcu/lipcu 1298 r. Bracia stracili Kyawswę 10 maja 1299 r. Inny z synów Kyawswy, Kumara Kassapa, we wrześniu 1299 r. uciekł do Chin, by tam szukać pomocy. 22 czerwca 1300 r. cesarz Mongołów ogłosił Kumara Kassapę królem Birmy i wysłał armię mającą osadzić go na tronie. Armia ta, licząca 12.000 żołnierzy, najechała w styczniu 1301 r. środkową Birmę, 15 stycznia 1301 r. dotarła do fortu Male na północ od dzisiejszego Mandalaj, a 25 stycznia 1301 r. stanęła pod murami Myinsaing. Obrońcy miasta wytrzymali atak. Za pomocą okupu atakująca armia została skłoniona do wycofania się – odwrót rozpoczął się 6 kwietnia 1301 r. 4 kwietnia 1303 r. Mongołowie zlikwidowali prowincję Chiang-Mien ze stolicą w Tagaung i wycofali się całkowicie z Górnej Birmy.